# Напольна Тавла
Напо́льна Тавла́ (рос. Напольная Тавла) — село у складі Саранського міського округу Мордовії, Росія.

## Населення
Населення — 512 осіб (2010; 509 у 2002).
Національний склад (станом на 2002 рік):
- ерзяни — 92 %